# Cauca contestata
Cauca contestata là một loài bọ cánh cứng trong họ Cerambycidae.